# Pz.Kpfw. II
Panzerkampfwagen II (Pz.Kpfw. II, Pz. II; транслитерируется как Панцеркампфваген II) — немецкий лёгкий танк времён Второй мировой войны. В западной литературе распространено также название Panzer II (Панцер II), в советской литературе традиционно обозначался как Т-II. По германской ведомственной системе обозначений военной техники носил индекс Sd.Kfz. 121.
Разработан в 1934 году. В различных модификациях производился до 1943 года. В начале Второй мировой войны такие танки составляли 38 процентов танкового парка вермахта. Первые модификации Pz.Kpfw. II в боях оказались слабее по вооружению и бронированию практически всех танков аналогичного класса: польских 7TP, французских R35 и H35, чешских LT vz.38, советских Т-26 и БТ. Начиная с 1938 года, модификации Pz.Kpfw. II Ausf. C, уже превосходили по бронированию некоторые лёгкие танки аналогичного класса: польские 7TP, советские Т-26 и БТ. Лишь в 1942 году их вывели из состава танковых полков и частично использовали либо в штурмовых артиллерийских бригадах, либо на второстепенных участках фронта. Шасси танка Pz.Kpfw. II было выпущено в количестве более 3500 штук вместе с собственно танками и САУ выпускавшимися на их базе.

## История создания
Воссоздаваемому вермахту в 1934 году понадобился лёгкий танк с противотанковым вооружением в качестве замены PzKpfw I с пулемётным вооружением. Разработка такого танка была поручена фирмам «Krupp», «Henschel» и «MAN». Из соображений внешней политики танк поначалу скрывали под «гражданским» названием «сельскохозяйственный трактор LaS 100».
Первые прототипы были изготовлены в октябре 1935 года. С мая 1936 по февраль 1937 года было изготовлено 75 танков. Ходовая часть танка состояла из шести опорных катков малого диаметра, которые были сгруппированы в три тележки на борт. Эта первая модификация, запущенная в опытную серию, делилась на три подмодификации — a/1, a/2 и a/3, в каждой из которых было изготовлено по 25 машин. Эти модификации по сути являлись испытательными стендами для проверки отдельных технических решений. Так, PzKpfw II Ausf a/2 имел сварной ленивец и противопожарные стенки моторного отделения. В танках PzKpfw II Ausf a/3 был увеличен радиатор системы охлаждения и усилены пружины подвески. Боевая масса танка составила 7,6 т.
Весной 1937 года была произведена доработка танка (усовершенствована трансмиссия и ходовая часть, получившая новое направляющее колесо, широкие опорные катки и поддерживающие ролики; установлен более мощный двигатель с усовершенствованной системой охлаждения). В результате появилась модификация PzKpfw II Ausf b. Масса танка составила 7,9 т. Фирма «Хеншель» изготовила третью опытную модификацию — PzKpfw II Ausf с. Ходовая часть получила пять опорных катков среднего диаметра на индивидуальной подвеске в виде четвертьэллиптических рессор.

## Серийное производство
На 1 октября 1936 года в Вермахте числилось только 5 штук PzKpfw II, а к маю 1937 года их было уже 115 единиц. Точные данные о выпуске танков в 1936 году отсутствуют. Однако можно с уверенностью говорить, что к концу года были закончены 25 машин Ausf. a/1.

### Модификации
- Panzerkampfwagen II Ausf. a1 — 1.Serie/La.S.100. Первая модификация, с толщиной вертикального бронирования 13 мм, двигателем HL 57 TR мощностью 130 л.с. и сблокированной попарно подвеской на листовых рессорах. Выпущено 25 единиц (№ 20001 — 20025), MAN, 1936 год
- Panzerkampfwagen II Ausf. a2 — 1.Serie/La.S.100. Вторая модификация, отличалась увеличенным объёмом моторного отделения и улучшенной вентиляцией боевого. Выпущено 25 единиц (№ 20026 — 20050), MAN, 1936—1937 годы
- Panzerkampfwagen II Ausf. a3 — 1.Serie/La.S.100. Третья модификация, отличалась наличием перегородки между моторным и боевым отделениями и рядом малых изменений в силовой установке и ходовой части. Выпущено 25 единиц (№ 20051 — 20075), MAN, 1937 год
- Panzerkampfwagen II Ausf. b — 2.Serie/La.S.100. Четвёртая модификация, с удлиненным корпусом, переработанной системой вентиляции, планетарным механизмом поворота и улучшенной компоновкой боевого и моторного отделений. Выпущено 100 единиц (№ 21001 — 21100), MAN, 1937 год
- Panzerkampfwagen II Ausf. c — 2, 3.Serie/La.S.100. Пятая модификация, с двигателем HL 62 TR мощностью 140 л. с., толщиной вертикального бронирования, увеличенной до 14,5 мм, индивидуальной подвеской на листовых рессорах и рядом мелких изменений. Выпущено 75 единиц (№ 21101 — 21131 (2.Serie/La.S.100), 22001 — 22044 (3.Serie/La.S.100)), MAN, 1937 год
- Panzerkampfwagen II Ausf. A — 4.Serie/La.S.100. Первая серийная модификация, отличавшаяся от Ausf. c, малыми изменениями в коробке передач и смотровых приборах. Выпущено 210 единиц и 3 шасси под мостоукладчики, в том числе:

182 (№ 23001 — 23160, 23401 — 23422), MAN, 1937—1938 годы
28 (№ 23301 — 23328), Henschel & Sohn, 1937—1938 годы
3 Brückenleger II (№, предположительно, 23423 — 23425), MAN, 1939 год
- Panzerkampfwagen II Ausf. B — 5, 6.Serie/La.S.100. Вторая серийная модификация, отличавшаяся от Ausf. A лишь повышенной технологичностью и приспособлением под возможности заводов-производителей. Выпущено 384 единицы, в том числе:

5.Serie/La.S.100
102 (№ 24001 — 24102), Henschel & Sohn, 1938 год
32 (№ 24201 — 24232), Alkett, 1938 год
23 (№ 24301 — 24323), MAN, 1938 год
169 (№ 24401 — 24569), MAN, 1938 год
6.Serie/La.S.100
58 (№ 25001 — 25058), Alkett, 1938 год
- Panzerkampfwagen II Ausf. C — 7.Serie/La.S.100. Третья серийная модификация, отличавшаяся рядом малых изменений. Выпущено 364 единицы, в том числе:

160 (№ 26001 — 26080, 26301 — 26380), MAN, 1938—1939 годы
115 (№ 26101 — 26215), Henschel & Sohn, 1938—1939 годы
15 (№ 26401 — 26415), Alkett, 1939 год
39 (№ 26501 — 26539), MIAG, 1939 год
35 (№ 26601 — 26635), FAMO, 1939—1940 годы
На танки модификаций Ausf. c, A, B и C начиная с 1940 года стали устанавливаться экраны толщиной 20 мм на башне и подбашенной коробке и командирская башенка с восемью смотровыми щелями, штатно устанавливаемая на Ausf. F.
- Panzerkampfwagen II Ausf. D — 8.Serie/La.S.138. «Скоростная» модификация, отличавшаяся изменённой формой корпуса, новой трансмиссией и ходовой частью с индивидуальной торсионной подвеской. Фактически, общими с основными модификациями Pz.Kpfw.II для него являлись лишь общая компоновка и башня с вооружением. Выпущены два прототипа (V8 и V11) и с октября 1938 по апрель 1939 года 43 серийные машины. В июле 1939 года один из прототипов был переделан в огнеметный танк Pz.Kpfw.II (F). В 1940 году этой конверсии подверглись и 43 линейных танка.
- Panzerkampfwagen II Ausf.D/Pz.Kpfw.II (F) — 8.Serie/La.S.138. 39 танков были выпущены уже как огнеметные Pz.Kpfw.II Ausf.D/Pz.Kpfw.II (F)

85 (№ 27001 — 27085), MAN, 1940 год
- Panzerkampfwagen II Ausf. E/Pz.Kpfw.II (F) — 8.Serie/La.S.138. Выпущены уже как огнеметные танки, отличавшиеся от Ausf. D лишь переделанными ведущим и направляющим катком.

7 (№ 27801 — 27807), MAN, 1940—1941 годы
- Panzerkampfwagen II Ausf. F — 9.Serie/La.S.100. Последняя серийная модификация, отличавшаяся слегка усиленным по сравнению с Ausf. C бронированием, установкой пушки 2 cm KwK 38 и командирской башенки, переделанной верхней лобовой плитой во всю ширину корпуса и рядом малых изменений. Выпущено 509 единиц, в том числе:

389 (№ 28001 — 28204, 28305 — 28489), Ursus, 1941—1942 годы
120 (№ 28205 — 28304, 28820 — 28839), FAMO, 1941—1942 годы
- Pz.Kpfw.II Ausf.G — первая модель «нового типа», отличающаяся использованием ходовой с шахматным расположением катков, улучшенной башней с наружной маской и командирской башенкой и переделанным корпусом с передним расположением радиста по аналогии с Ausf. D. Выпущено 45 единиц.

45 (№ в диапазоне 150001 — 150075)
- Panzerkampfwagen II Ausf. H — проектное улучшение Ausf. G с двигателем HL 66 P. Построено одно безбашенное шасси, производство не начато в связи с большим приоритетом Ausf. L.
- Panzerkampfwagen II Ausf. J — продолжение разработки концепции разведывательного танка привело к созданию модели с повышенным бронированием. Модель использовала ту же концепцию, что и PzKpfw I Ausf. F и получила обозначение VK 16.01. Эта модель обладала усиленным бронированием — до 80 мм лобовой брони, 50 мм по бортам и на корме, 25 мм брони крыши и днища. Масса машины выросла соответственно до 18 тонн. Так как на машину установили тот же двигатель, что и на PzKpfw I Ausf. F (Maybach HL 45 P), то скорость уменьшилась до 31 км/ч. Основным орудием стала 20-мм пушка KwK 38 L/55. С 1940 по конец 1942 года MAN построил 3 прототипа и 30 танков нулевой серии в модификации J (№ 150201 — 150230), половина из которых были поставлены в 1-ю роту 66-го танкового батальона особого назначения, которая после отправки на Восточный фронт была придана 12-й танковой дивизии.

Таблицы количества выпущенных экземпляров модификаций танка Panzerkampfwagen II
| Модель    | 1936-37 | 1938 | Всего |
| --------- | ------- | ---- | ----- |
| Pz II a   | 75      |      | 75    |
| Pz II b   | 100     |      | 100   |
| Pz II c   | 75      |      | 75    |
| Pz II A   | 82      | 128  | 210   |
| Pz II B   |         | 384  | 384   |
| Pz II C/D |         | 154  | 156   |
| Всего     | 332     | 666  | 1000  |

| Год   | Модель         | янв.  | фев.  | март  | апр.  | май   | июнь  | июль  | авг.  | сен.  | окт.  | ноя.  | дек.  | Всего |
| ----- | -------------- | ----- | ----- | ----- | ----- | ----- | ----- | ----- | ----- | ----- | ----- | ----- | ----- | ----- |
| 1938  | Pz II A        | 15    | 52    | 61    |       |       |       |       |       |       |       |       |       | 128   |
| 1938  | Pz II B        |       |       |       | 39    | 44    | 63    | 67    | 67    | 66    | 38    |       |       | 384   |
| 1938  | Pz II C/D      |       |       |       |       |       |       |       |       |       | 24    | 130   | 130   | 154   |
| 1938  | Всего          | Всего | Всего | Всего | Всего | Всего | Всего | Всего | Всего | Всего | Всего | Всего | Всего | 666   |
| 1939  | Pz II C/D      | 68    | 30    | 81    | 26    | 14    | 6     | 2     | 5     | 5     | 8     | 2     |       | 247   |
| 1939  | Brukenleger II |       |       |       | 3     |       |       |       |       |       |       |       |       | 3     |
| 1939  | Всего          | Всего | Всего | Всего | Всего | Всего | Всего | Всего | Всего | Всего | Всего | Всего | Всего | 250   |
| 1940  | Pz II C        |       |       |       | 9     |       |       |       |       |       |       |       |       | 9     |
| 1940  | Pz II (F)      |       |       |       |       | 12    | 20    | 11    |       |       |       |       |       | 43*   |
| 1940  | Pz II (F)      |       |       |       |       |       |       | 11    | 20    | 10    | 2     |       |       | 43    |
| 1940  | Всего          | Всего | Всего | Всего | Всего | Всего | Всего | Всего | Всего | Всего | Всего | Всего | Всего | 52    |
| 1941  | Pz II F        |       |       | 7     | 15    | 12    | 15    | 21    | 25    | 25    | 38    | 40    | 35    | 233   |
| 1941  | Pz II G        |       |       |       | 1     |       |       |       | 2     | 12    | 12    | 12    | 12    | 15    |
| 1941  | Pz II J        |       |       |       |       |       |       | 3     | 5     |       |       |       |       | 8     |
| 1941  | Pz II (F)      |       | 3     |       |       |       |       |       | 11    | 12    | 10    | 5     | 1     | 42**  |
| 1941  | Всего          | Всего | Всего | Всего | Всего | Всего | Всего | Всего | Всего | Всего | Всего | Всего | Всего | 298   |
| 1942  | Pz II F        | 29    | 42    | 50    | 37    | 56    | 42    | 20    |       |       |       |       |       | 276   |
| 1942  | Pz II G        | 6     | 3     | 1     | 20    | 20    | 20    |       |       |       |       |       |       | 30    |
| 1942  | Pz II J        |       |       |       | 4     | 3     | 4     | 2     | 2     | 1     | 2     | 2     | 2     | 22    |
| 1942  | Pz II L        |       |       |       |       |       |       |       |       | 1     | 7     | 4     | 4     | 16    |
| 1942  | Pz II (F)      | 9     | 11    | 3     |       |       |       |       |       |       |       |       |       | 23**  |
| 1942  | Всего          | Всего | Всего | Всего | Всего | Всего | Всего | Всего | Всего | Всего | Всего | Всего | Всего | 367   |
| 1943  | Pz II L        | 3     | 7     | 5     | 10    |       | 10    | 13    | 4     | 3     | 4     | 10    | 8     | 77    |
| 1944  | Pz II L        | 7     |       |       |       |       |       |       |       |       |       |       |       | 7     |
| Итого | Итого          | Итого | Итого | Итого | Итого | Итого | Итого | Итого | Итого | Итого | Итого | Итого | Итого | 1719  |

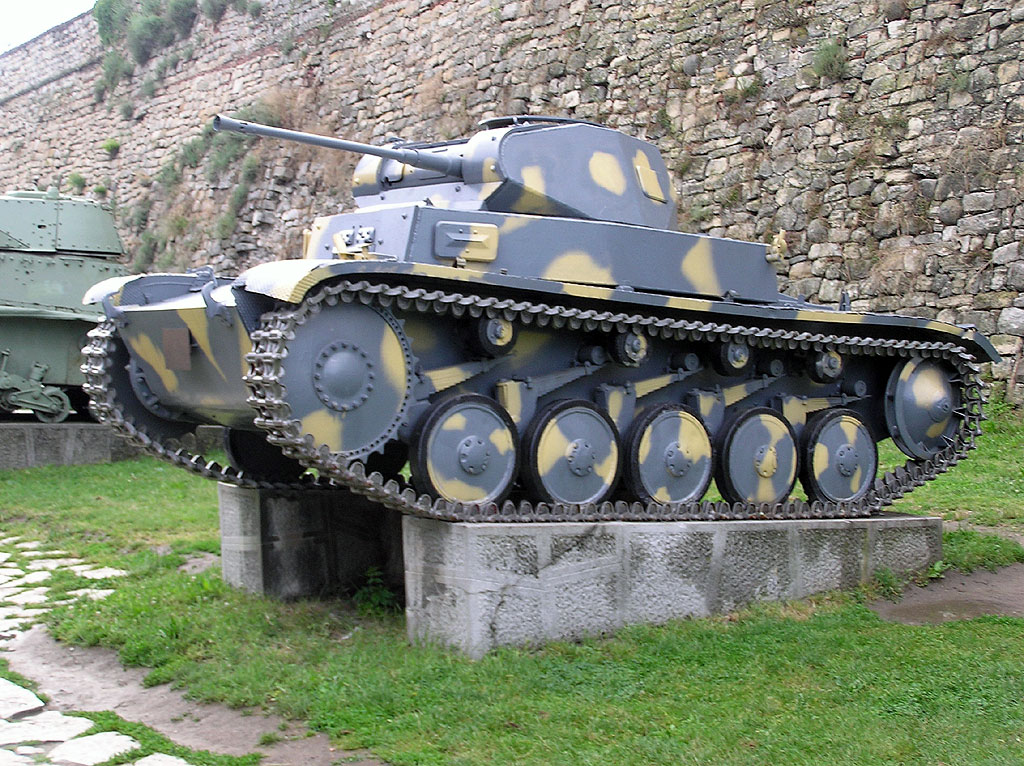
Pz.II, в Военно-историческом музее Белграда, Сербия

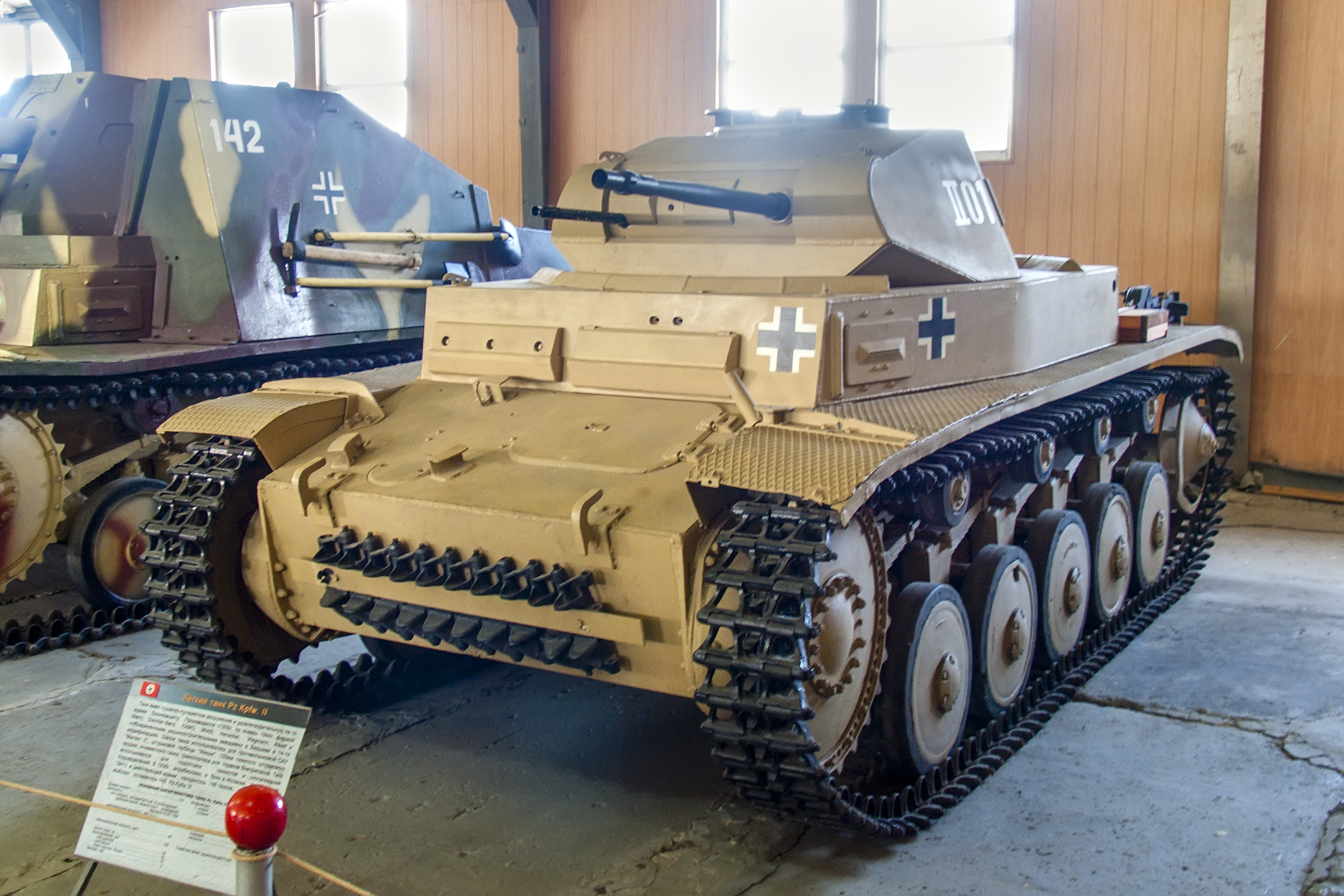
Pz.Kpfw.II Ausf. F в песчаном окрасе для Северной Африки в Бронетанковом музее в Кубинке

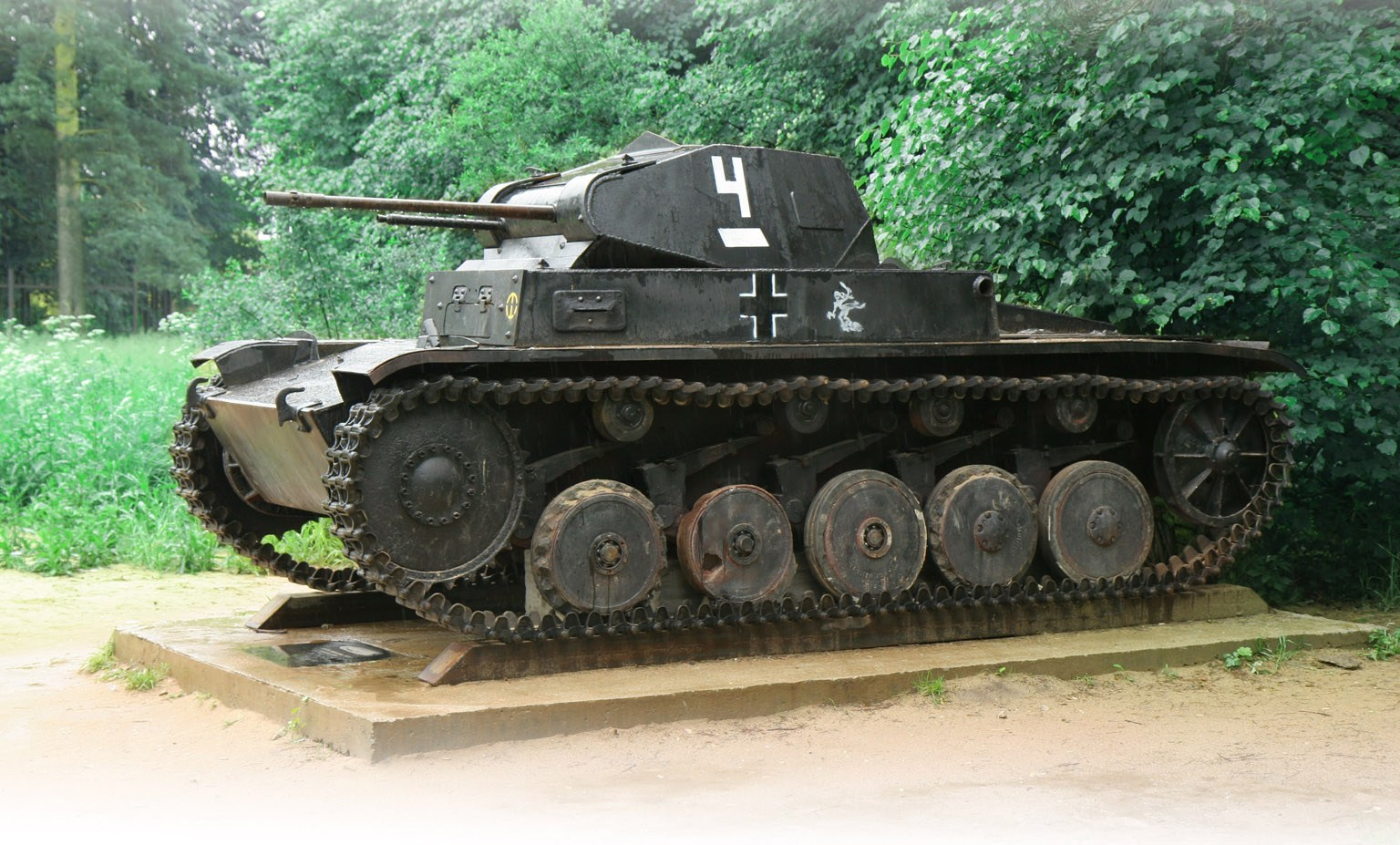
PzKpfw II в открытой экспозиции Военно-исторического музея, Ленино-Снегири

* Переделаны из ранее выпущенных танков Pz.Kpfw.II Ausf.D
** За исключением 3 машин выпуска февраля 1941 года. Относились ко 2-й серии Pz.Kpfw.II (F) Ausf. В. Были переделаны в 7,62-cm Pak (r) auf Fahrgestell Pz.Kpfw.II (Sf), Sd Kfz 132.

## Тактико-технические характеристики
| ТТХ танков семейства Panzerkampfwagen II              |                                                                                        |                                                                                        |                                                                                        |                                                                                         |                                                                                         |                                                                                       |
|                                                       | Pz.Kpfw.II Ausf. a                                                                     | Pz.Kpfw.II Ausf. b                                                                     | Pz.Kpfw.II Ausf. c, A, B                                                               | Pz.Kpfw.II Ausf. C                                                                      | Pz.Kpfw.II Ausf. F                                                                      | Pz.Kpfw.II Ausf. D, E                                                                 |
| Размеры                                               |                                                                                        |                                                                                        |                                                                                        |                                                                                         |                                                                                         |                                                                                       |
| Длина, м                                              | 4,38                                                                                   | 4,76                                                                                   | 4,81                                                                                   | 4,81                                                                                    | 4,81                                                                                    | 4,63                                                                                  |
| Ширина, м                                             | 2,14                                                                                   | 2,14                                                                                   | 2,23                                                                                   | 2,28                                                                                    | 2,28                                                                                    | 2,30                                                                                  |
| Высота, м                                             | 1,95                                                                                   | 1,96                                                                                   | 1,99                                                                                   | 2,02—2,15                                                                               | 2,15                                                                                    | 2,02                                                                                  |
| Боевая масса, т                                       | 7,6                                                                                    | 7,9                                                                                    | 8,9                                                                                    | 9,5                                                                                     | 9,5                                                                                     | 10,0                                                                                  |
| Вооружение                                            |                                                                                        |                                                                                        |                                                                                        |                                                                                         |                                                                                         |                                                                                       |
| Вооружение                                            | 1 × 20-мм KwK 30, 1 × 7,92-мм MG-34                                                    | 1 × 20-мм KwK 30, 1 × 7,92-мм MG-34                                                    | 1 × 20-мм KwK 30, 1 × 7,92-мм MG-34                                                    | 1 × 20-мм KwK 30, 1 × 7,92-мм MG-34                                                     | 1 × 20-мм KwK 38, 1 × 7,92-мм MG-34                                                     | 1 × 20-мм KwK 38, 1 × 7,92-мм MG-34                                                   |
| Бронирование                                          |                                                                                        |                                                                                        |                                                                                        |                                                                                         |                                                                                         |                                                                                       |
| Лоб корпуса                                           | 13 мм                                                                                  | 13 мм                                                                                  | 14,5 мм                                                                                | 29—34,5 мм                                                                              | 20—35 мм                                                                                | 30 мм                                                                                 |
| Борта и корма корпуса                                 | 13 мм                                                                                  | 13 мм                                                                                  | 14,5 мм                                                                                | 14,5 мм                                                                                 | 15 мм                                                                                   | 14,5 мм                                                                               |
| Лоб башни                                             | 13—15 мм                                                                               | 13—15 мм                                                                               | 14,5—16 мм                                                                             | 34,5 мм                                                                                 | 30 мм                                                                                   | 14,5—16 мм                                                                            |
| Борта и корма башни                                   | 13 мм                                                                                  | 13 мм                                                                                  | 14,5 мм                                                                                | 14,5 мм                                                                                 | 15 мм                                                                                   | 14,5 мм                                                                               |
| Крыша и днище                                         | 5—10 мм                                                                                | 5—10 мм                                                                                | 5—10 мм                                                                                | 5—10 мм                                                                                 | 5—15 мм                                                                                 | 5—10 мм                                                                               |
| Подвижность                                           |                                                                                        |                                                                                        |                                                                                        |                                                                                         |                                                                                         |                                                                                       |
| Двигатель                                             | карбюраторный 6-цилиндровый рядный жидкостного охлаждения «Майбах» HL 57 TR, 130 л. с. | карбюраторный 6-цилиндровый рядный жидкостного охлаждения «Майбах» HL 62 TR, 140 л. с. | карбюраторный 6-цилиндровый рядный жидкостного охлаждения «Майбах» HL 62 TR, 140 л. с. | карбюраторный 6-цилиндровый рядный жидкостного охлаждения «Майбах» HL 62 TRM, 140 л. с. | карбюраторный 6-цилиндровый рядный жидкостного охлаждения «Майбах» HL 62 TRM, 140 л. с. | карбюраторный 6-цилиндровый рядный жидкостного охлаждения «Майбах» HL 66 P, 180 л. с. |
| Удельная мощность, л. с./т                            | 17,0                                                                                   | 17,7                                                                                   | 15,7                                                                                   | 14,7                                                                                    | 14,7                                                                                    | 18,0                                                                                  |
| Тип подвески                                          | сблокированная попарно, на листовых рессорах                                           | сблокированная попарно, на листовых рессорах                                           | индивидуальная, на листовых рессорах                                                   | индивидуальная, на листовых рессорах                                                    | индивидуальная, на листовых рессорах                                                    | индивидуальная, торсионная                                                            |
| Максимальная скорость по шоссе, км/ч                  | 40                                                                                     | 40                                                                                     | 40                                                                                     | 40                                                                                      | 40                                                                                      | 55                                                                                    |
| Средняя скорость движения по шоссе, км/ч              |                                                                                        |                                                                                        |                                                                                        |                                                                                         |                                                                                         |                                                                                       |
| Максимальная скорость по пересечённой местности, км/ч |                                                                                        |                                                                                        |                                                                                        |                                                                                         |                                                                                         |                                                                                       |
| Запас хода по шоссе, км                               | 210                                                                                    | 190                                                                                    | 190                                                                                    | 190                                                                                     | 190                                                                                     | 200                                                                                   |
| Запас хода по пересечённой местности, км              | 160                                                                                    | 125                                                                                    | 125                                                                                    | 125                                                                                     | 125                                                                                     | 130                                                                                   |
| Удельное давление на грунт, кг/см²                    | 0,52                                                                                   | 0,54                                                                                   | 0,62                                                                                   | 0,66                                                                                    | 0,66                                                                                    | 0,76                                                                                  |
| Преодолеваемый подъём, град                           | 30                                                                                     | 30                                                                                     | 30                                                                                     | 30                                                                                      | 30                                                                                      | 24                                                                                    |
| Преодолеваемая стенка, м                              | 0,42                                                                                   | 0,42                                                                                   | 0,42                                                                                   | 0,42                                                                                    | 0,42                                                                                    | 0,42                                                                                  |
| Преодолеваемый ров, м                                 | 1,8                                                                                    | 1,8                                                                                    | 1,8                                                                                    | 1,8                                                                                     | 1,8                                                                                     | 1,75                                                                                  |
| Преодолеваемый брод, м                                | 0,8                                                                                    | 0,8                                                                                    | 0,93                                                                                   | 0,93                                                                                    | 0,93                                                                                    | 0,85                                                                                  |

## Описание конструкции
Pz.Kpfw.II имел классическую компоновку с размещением моторного отделения в кормовой, объединённого трансмиссионного отделения и отделения управления — в лобовой, а боевого отделения — в средней части корпуса, со смещением к левому борту. Экипаж танка состоял из трёх человек: механика-водителя, заряжающего и командира, исполнявшего также функции башенного стрелка.

### Броневой корпус и башня
Корпус танка сваривался из катаных листов хромоникелевой стали. Посадочного люка в крыше корпуса у механика-водителя не было, поэтому для посадки и высадки он пользовался одностворчатым в верхнем лобовом листе корпуса. В отделении управления находились брезентовое сиденье механика-водителя, органы управления танком и контрольные приборы. В корпусе имелись четыре смотровых прибора со стеклоблоками триплекс, закрывавшиеся снаружи броневыми крышками со смотровыми щелями. Боевое и моторное отделения разделялись перегородкой. В последнем справа располагался двигатель, а слева радиатор и вентилятор системы охлаждения. В правой части крыши моторного отделения имелся двухстворчатый люк для доступа к двигателю.
Расположение башни на танке асимметричное, со смещением относительно продольной оси влево на 85 мм. В её крыше находился двухстворчатый люк, который был заменён в процессе модернизации командирской башенкой. В правой створке люка выполнялся маленький прямоугольный лючок для флажковой сигнализации. Вращение башни осуществлялось вручную с помощью механизма поворота, располагавшегося справа от маск-установки вооружения. В бортах башни имелись два смотровых прибора со стеклоблоками триплекс и два вентиляционных лючка, закрываемых броневыми крышками. Боевое отделение в башне пола не имело.

### Вооружение
На танках Pz.II Ausf всех модификаций вплоть до Ausf. F устанавливалась 20-мм автоматическая пушка KwK 30 с длиной ствола 55 калибров. Начальная скорость бронебойного снаряда составляла 780 м/с, скорострельность — 280 выстр/мин. Максимальная дальность стрельбы — 4400 м, дальность прямого выстрела — 1000 м. Масса орудия — 63 кг. Вертикальное наведение орудия осуществлялось в пределах от −9,5 до +20°.
На танках Ausf. F устанавливалась 20-мм автоматическая пушка KwK 38, отличавшаяся от KwK 30 лучшим качеством изготовления, меньшей массой (56 кг) и большей скорострельностью (450 выстр/мин).
Боекомплект пушки состоял из 180 выстрелов (в ходе войны возрос до 320) в магазинах по 10 штук в каждом. Бронебойно-трассирующий снаряд массой 148 г на дистанции 100 м (при угле встречи 90°) пробивал броневую плиту толщиной от 17,5 до 20 мм. В 1940 году в боекомплект танка был добавлен выстрел Panzergranatpatrone 40, сердечник которого выполнялся из твёрдого сплава с использованием вольфрама. Бронепробиваемость новым снарядом на дистанции 100 м достигла 40 мм (при угле встречи 60°) и 20 мм на дистанции 500 м.
В отличие от примерно аналогичной советской пушки ТНШ-20, пушка KwK 30 могла стрелять одиночными выстрелами с высокой точностью.

### Средства наблюдения и связи
Все танки Pz.II оснащались коротковолновой радиостанцией FuG 5. Дальность действия 6,4 км телефоном и 9,4 км телеграфом.

### Двигатель и трансмиссия
На Pz.Kpfw.II всех серийных модификаций устанавливался один и тот же тип двигателя — рядный 6-цилиндровый карбюраторный двигатель. На танках основных серийных модификаций Ausf. A — Ausf. F устанавливался двигатель HL 62 TR производства фирмы «Майбах», имевший рабочий объём 6191 см³ и развивавший максимальную мощность в 140 л.с. при 3000 об/мин. Два топливных бака, передний и задний, объёмом, соответственно, 102 и 68 литров, располагались в боевом отделении у правого борта. Топливом для двигателя служил бензин с октановым числом не ниже 76. Радиатор и вентилятор системы охлаждения двигателя занимали левую половину моторного отделения.
Двигатель HL 57 TR, устанавливавшийся на Ausf. a, b и c, имел рабочий объём 5698 см³ и развивал максимальную мощность в 130 л.с. и крутящий момент в 36 кгс·м при 3000 об/мин.
В состав трансмиссии Pz.Kpfw.II основных серийных модификаций входили:
- двухдисковый главный фрикцион сухого трения (сталь по стали) K230K,
- карданный вал, проходивший через всё боевое отделение,
- механическая шестиступенчатая (6+1) коробка передач ZF-Afon SSG 46 с постоянным зацеплением шестерен и синхронизацией на второй — четвёртой передачах,
- планетарный однорадиусный механизм поворота, объединённый в одном блоке с тормозами и бортовыми передачами,
- колодочные тормоза фирмы MAN,
- одноступенчатые бортовые передачи.

Трансмиссия Ausf. a — Ausf. c отличалась наличием коробки передач модели ZF-Afon SSG 45, Ausf. a помимо этого отличались механизмом поворота по типу многодисковых бортовых фрикционов. «Скоростные» модификации Ausf. D и Ausf. E отличались наличием главного фрикциона модели PF220K и семискоростной (7+3) коробки передач Maybach 102128H.

## Машины на базе Panzerkampfwagen II
- Marder II (Sd.Kfz. 132)
- Marder II (Sd.Kfz. 131)
- Wespe (Sd.Kfz. 124) — 105-мм лёгкая полевая самоходная гаубица
- Sturmpanzer II Bison — 150-мм самоходное орудие sIG 33
- Beobachtungswagen II Ausf C — почтовая/командирская бронемашина
- Munitionsschlepper II — войсковой тягач
- PzKpfw (Flammpanzer) II Flamingo (Sd.Kfz. 122) (Ausf D/E) — огнемётный танк
- Brückenleger auf PzKpfw II Ausf b — лёгкий кабелеукладчик (были произведены 1 или 2 такие машины в 1939 году)
- Panzerspähwagen II Ausf L "Luchs" — разведывательный танк
- Schwimm Panzer II Ausf. A—C (20-мм орудие) — плавающий танк
- Bergepanzer II Ausf D/E — восстановительная машина
- Ladungsleger II — перевозчик подрывных зарядов
- Panzer Beobachtungswagen II — танк-наводчик артиллерии
- Pioner-Kampfwagen II — инженерный танк
- PzKpfw II Ausf A/B/C вооружённый 50-мм орудием Pak 38 L/60
- Feuerleitpanzer II — танк-корректор огня

## Panzerkampfwagen II «нового типа»

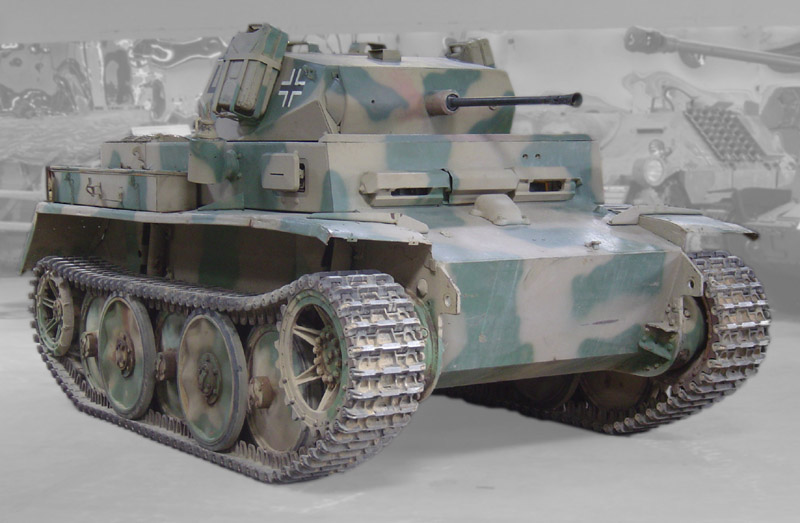
PzKpfw II Ausf L «Luchs» (VK 1303)

В течение 1942 года в Германии шли работы по созданию нового типа лёгкого разведывательного танка. Машина получила обозначение PzKpfw II Ausf L, и имя «Luchs» (с нем. — «Рысь», иногда упоминается в литературе на русском языке под транслитерированными именами и «Лухс»). По сквозной классификации машин вермахта новому танку присвоили обозначение Sd.Kfz. 123. Танк выпускался компаниями «MAN» и «Henschel» в период с сентября 1943 по январь 1944 года. Всего было выпущено 100 машин (№ 200101-200200). «Luchs» участвовал в боях на Восточном и Западном фронтах в составе Panzer Aufklarungs Abteilungen (разведывательных бронетанковых подразделений), в составе танковых дивизий вермахта (таких как 4-я танковая дивизия на Восточном фронте), а также в частях войск СС. На переднюю часть корпуса танков, отправленных на Восточный фронт, устанавливались дополнительные броневые плиты. Небольшое количество PzKpfw II Ausf L были оборудованы радиостанциями и антеннами, и использовались как разведывательно-коммуникационные танки. Планировалось производить на базе «Рысей» восстановительные машины (нем. Bergepanzer Luchs), но эти проекты так никогда и не были реализованы. Параллельно с Bergepanzer Luchs планировалась к выпуску модель Flakpanzer Luchs, на удлинённом шасси, вооружённая 37-мм зенитным орудием, однако и этот проект так и не был реализован. Сегодня танк «Luchs» можно увидеть в Англии, в танковом музее Бовингтона.

## Боевое применение
На 1 сентября 1939 года немецкие войска располагали 1223 танками этого типа. За время польской кампании вермахт потерял 259 машин, однако безвозвратные потери составили только 83 единицы. В составе 40-го танкового батальона, принявшего участие в операции «Везерюбунг», числилось 21 Pz II., из которых 2 утонули при перевозке техники в Норвегию.
К началу наступления на Западе 10 мая 1940 года панцерваффе располагали 1092 танками типа Pz.II, из них 995 находились в боеготовом состоянии. В составе десяти танковых дивизий, выделенных для проведения кампании, было 920 Pz.II. Во французской кампании было потеряно 240 машин, как безвозвратно, так и отправленных в капитальный ремонт на заводы. В течение года было восстановлено около 160 из них.
Танки Pz.II 2, 5, 8, 9, 11 и 14-й танковых дивизий принимали участие в боевых действиях в Югославии и Греции. Всего было задействовано 260 машин, из которых не безвозвратно потеряно 13.
Танки Pz.II также использовались в Северной Африке против британских войск.
На 1 июня 1941 года панцерваффе имели 1074 таких танка и 85 огнеметных. Из них в операции против СССР было задействовано 825 обычных и 84 огнемётных машины.
|                 | № Panzer Division | № Panzer Division | № Panzer Division | № Panzer Division | № Panzer Division | № Panzer Division | № Panzer Division | № Panzer Division | № Panzer Division | № Panzer Division | № Panzer Division | № Panzer Division | № Panzer Division | № Panzer Division | № Panzer Division | № Panzer Division | № Panzer Division |       |
|                 | 1                 | 3                 | 4                 | 6                 | 7                 | 8                 | 9                 | 10                | 11                | 12                | 13                | 14                | 16                | 17                | 18                | 19                | 20                | Всего |
| --------------- | ----------------- | ----------------- | ----------------- | ----------------- | ----------------- | ----------------- | ----------------- | ----------------- | ----------------- | ----------------- | ----------------- | ----------------- | ----------------- | ----------------- | ----------------- | ----------------- | ----------------- | ----- |
| Танковый полк   | 43                | 58                | 44                | 47                | 53                | 49                | 32                | 45                | 44                | 33                | 45                | 45                | 44                | 45                | 50                | 35                | 31                | 743   |
| Другие части    |                   | 1                 | 7                 |                   | 2                 |                   |                   | 2                 |                   | 1                 |                   |                   |                   |                   |                   |                   |                   | 13    |
| Всего в дивизии | 43                | 59                | 51                | 47                | 55                | 49                | 32                | 47                | 44                | 34                | 45                | 45                | 44                | 45                | 50                | 35                | 31                | 756   |

|                   | Pz Abt 100 (Fl) | Pz Abt 101 (Fl) | Pz Abt zbV 40 | Всего |
| ----------------- | --------------- | --------------- | ------------- | ----- |
| PzKpfw II         | 25              | 25              | 19            | 69    |
| PzKpfw II (Flamm) | 42              | 42              |               | 84    |
| Всего             | 67              | 67              | 19            | 153   |

В течение 1941 года на Восточном фронте было потеряно 424 линейных танка и около 40 огнеметных. Pz.II использовались вплоть до 1943 года. В частности, в операции «Цитадель» приняло участие 70 единиц Pz.II.
К концу 1942 года большая часть танков была убрана с передовой и передана в учебные части и на второстепенные фронты. Производство танков было прекращено в 1943 году, а оставшиеся шасси были использованы для создания САУ (в основном Wespe и Marder II).
В марте 1945 года в войсках насчитывалось 145 единиц танков этого типа.
Однако стоит относиться с осторожностью к данным о безвозвратных потерях. В эти цифры включались машины, отправленные в долгосрочный ремонт на заводы. Так, к 1 июня 1941 года, фактически было списано только около 180 Pz.II.

## Операторы
- Нацистская Германия
- Третье Болгарское царство[источник не указан 3682 дня]
- Румыния[источник не указан 650 дней]
- Первая Словацкая республика[19] — 16 танков PzKpfw II Ausf.F было поставлено немцами для словацкой армии в 1944 году[20]
- Ливан[источник не указан 650 дней]

## Оценка машины
Перед началом войны в 1939 году PzKpfw II уже был недостаточно мощным боевым танком, но так получилось, что «двойка» в начале Второй мировой войны всё ещё составляла 38 процентов танкового парка Вермахта. В боях они оказались слабее практически всех танков аналогичного класса: польских 7ТР, французских R35 и H35, советских Т-26 и БТ, при этом не имея резервов для модернизации. Орудие танка 2 cm KwK 30 L/55 показало себя во время войны оружием великолепной точности, но явно имело недостаточную бронепробиваемость, особенно после начала войны против СССР, где PzKpfw II приходилось встречаться с Т-34. Положение пытались исправить введением в боеукладку подкалиберного боеприпаса с сердечником из карбида вольфрама, но это не оправдало себя. Как и раньше, PzKpfw II использовался в основном против пехоты, расчётов орудий и слабобронированной техники. Проходимость и запас хода танка, в условиях войны в СССР, были непозволительно малы. Приходилось на маршах загружать танк канистрами с бензином, что часто видно на фотографиях времён войны.
На поздних этапах войны танк по возможности не использовали в бою. Использовался PzKpfw II в основном для разведки, охранной службы, для борьбы с партизанами, как командирская машина. После прекращения производства в 1942 году, шасси PzKpfw II использовалось для производства артиллерийских самоходных установок.

## Сохранившиеся экземпляры
- PzKpfw II Ausf. c — Музей танковых войск (фр. Musée des Blindés) в Сомюре, Франция. Танк найден на свалке, номер шасси неизвестен. Согласно дивизионному знаку, обнаруженному под слоями краски, состоял на вооружении 2-й танковой дивизии вермахта. Реставрация до ходового состояния. 2-я танковая дивизия воевала в Польше в 1939 году, Франции — в 1940 году, на Балканах — в 1941 году и в СССР в 1941—1942 годах, данный экземпляр PzKpfw II воевал в составе дивизии. Все PzKpfw II были сняты с фронта в 1942 году для второстепенных задач, несмотря на это машина снова была в бою в Нормандии в 1944 году с тактическим номером 304 (существует также фото PzKpfw II с номером 303 возле Сен-Ламбер в Нормандии), — оба эти танка (303 и 304) были переделаны в Pz.Beobachtungwagen II (наблюдательный танк 2) и оборудованы большой внешней рамочной антенной. Возможно, они использовались в Sturmpanzer Abt. 217 (Brummbär) как командные и наблюдательные машины. На сегодняшний день раскраска является некорректной, так как совмещает в себе эмблемы 1944 года при раскраске 1941 года.
- PzKpfw II Ausf. B — военный музей в крепости Калемегдан, Белград, Сербия.
- PzKpfw II Ausf. B — Ленино-Снегирёвский военно-исторический музей, подмосковный посёлок Снегири[21]. Номер шасси 25015. Поднят со дна Истринского водохранилища в 1995 году при поисках, организованных директором музея И. В. Усаневичем. Впоследствии находился под открытым небом до 2009 года. Реставрация — мастерская «Лейбштандарт», Дмитрий Бушмаков, 2010 год. Полностью воссозданы башня танка, подбашенная коробка, проведена реконструкция до исторически аутентичного вида.
- PzKpfw II Ausf. C — Канадский военный музей (англ. Canadian War Museum, фр. Musée canadien de la guerre), Оттава, Канада.
- PzKpfw II Ausf. F — танковый музей в Бовингтоне (англ. The Tank Museum, Bovington), Великобритания. Номер шасси 28434. Данный экземпляр был построен 1942 году и послан в Тунис в декабре 1942 года, где воевал в разведывательном взводе 7-го танкового полка 10-й дивизии. Захвачен британскими войсками после поражения немцев в мае 1943 года. Сейчас экспонируется с раскраской 1-й танковой дивизии на момент вторжения во Францию в 1940 году.
- PzKpfw II Ausf. F — Бронетанковый музей в Кубинке, Россия. Номер шасси 28384. Общая реставрация и перекраска, добавлены внешние инструменты.
- PzKpfw II Ausf. F — Национальный музей пехоты, Форт-Беннинг (англ. National Armor and Cavalry Museum, Fort Benning), штат Джорджия, США.
- PzKpfw II Ausf. L «Luchs» — танковый музей в Бовингтоне (англ. The Bovington Tank Museum), Великобритания. Номер шасси 200164.
- PzKpfw II Ausf. L «Luchs» — музей танковых войск (фр. Musée des Blindés), Сомюр, Франция.

На большинстве сохранившихся PzKpfw II орудия не аутентичны — установлены стволы от 20-мм зенитных орудий, у которых ствол примерно на 10 калибров (20 см) длиннее танкового.

## Pz. II в кино, модельной и игровой индустрии

### В  кинематографе
Танки Pz.Kpfw. II используемые немецкой армией в ходе Второй мировой войны можно увидеть в кадрах таких художественных фильмов, как «Смелые люди» (СССР, 1950), «9 апреля» (Дания, 2015). «Волынь» (Польша, 2016), «Подольские курсанты» (Россия, 2020).

### В модельной индустрии
Модель Pz.Kpfw. II достаточно полно представлена в модельной индустрии, выпускается в масштабах 1:35 и 1:72, а также 1:100.
Модели выпускают следующие фирмы:
- Dragon (Китай), в масштабе 1:35 выпущены модификации A, B, C, F, командирская модификация Pz.Beob.Wg.II Ausf.A-C, а также машины Bison 2 на базе танка.
- Bronco, выпускает модель Ausf.D 1, Fl, Flamm, J, а также мостоукладчик на базе танка.
- Ark models выпускает модификацию Ausf.D.
- Tamiya (Япония), модель выпущена фирмой в 1971 году, затем переиздана в 2008, отличается упрощенной детализацией и простотой сборки.
- Academy (Южная Корея), модель F (2021 г.)
- Tasca (Asuka Models) — различные варианты LUCHS

В масштабе 1:100 выпускается фирмой «Звезда» (Россия).

### В игровой индустрии
Pz.Kpfw. II встречается в компьютерных играх разных жанров и присутствует в следующих играх:
- В «World of Tanks» представлены модификации Ausf. C, Ausf. J, Ausf. L «Luchs», Ausf. G.
- В «War Thunder» представлены модификации Ausf. C и Ausf. F.
- «World of Tanks blitz», в качестве лёгкого танка Германии 1 уровня. Также имеются коллекционные танки 3 уровня Pz. Kpfw. II Ausf G и Ausf. J, а также коллекционный танк 4 уровня Pz. Kpfw. II Ausf L "Luchs".
- Присутствует Pz.Kpfw. II и в играх серии «В тылу врага».
- Присутствует в серии игр Call of Duty 2 в некоторых уровнях в качестве модификации Ausf. F